# Мороз по коже (песня)
«Мороз по коже» — сингл группы «Сплин» из альбома «Резонанс. Часть 1». Автор песни — солист группы «Сплин» Александр Васильев. Песня была представлена вниманию слушателей 29 ноября 2013 года в Киеве, в концертном клубе «StereoPlaza», она смогла занять место в хит-параде «Чартова дюжина». Вскоре на песню был снят клип.

## История создания песни
Композиция «Мороз по коже» была посвящена городу Санкт-Петербург, поскольку это родной город Александра Васильева. Первая строка песни представляет собой строку из стихотворения Осипа Мандельштама «Ленинград» — «Я вернулся в мой город, знакомый до слёз». Автор выражает признание родному городу, представляя его живым существом — «Мы так похожи, смотрим друг другу в глаза — и мороз по коже». Огромной смысловой нагрузки песня не несёт, она не нуждается в том, чтобы читать между строк, автор излагает то, как влюблён в свой город, однако композиция получается настолько глубокой, что цепляет слушателей, от неё действительно идёт мороз по коже. Именно поэтому её выбирают первым синглом альбома. Текст представляет собой небольшие кусочки, которые складываются в единую мозаику и рисуют слушателю образ холодного Питера, родного Александру Васильеву. Лирика проста и образна — потому и красива. Она такая, как умеет и любит писать Васильев, чье вдохновение подпитывается русской поэзией Серебряного века. Данная песня дала название и концертной программе, показанной в Crocus City Hall 14 декабря 2013.
Запись была сделана на студии «Добролёт», а звукорежиссёром выступил Андрей Алякринский. Сингл вышел в свет не только в цифровом виде, но и на CD ограниченным тиражом. В 4 CD-диска были вложены четвертинки рукописного текста «Мороз по коже». Обладателям четвертинок предлагалось найти друг друга, сложить текст воедино, сфотографироваться с ним и прислать фотографию группе.

## Клип
Через непродолжительное время после выпуска сингла группа снимает клип. Премьера клипа состоялась в декабре 2013 года. Ролик снял режиссёр Андрей Кеззин. Видео занималась компания Fancy Shoot. Съёмки ролика прошли в Санкт-Петербурге. Сюжет клипа простой и лаконичный: лидер группы Александр Васильев идет по тоннелю между Канонерским и Гутуевским островами, чтобы после этого присоединиться к остальным музыкантам группы «Сплин», играющим на берегу канала Невы. Сюжетная незамысловатость удачно компенсируется общей красивой и достаточно завораживающей атмосферой видео. Осенне-зимний ночной Петербург с финальным снегопадом, огни города и пустынного тоннеля оставляют после просмотра ощущение тепла и уюта. Город в клипе — отдельный действующий персонаж, и большую роль здесь играет своеобразный колорит Северной столицы.

## Список композиций
| №                   | Название            | Длительность |
| ------------------- | ------------------- | ------------ |
| 1.                  | «Мороз по коже»     | 3:05         |
| Общая длительность: | Общая длительность: | 3:05         |

## Участники записи
- Музыка и слова — Александр Васильев.
- Барабаны — Алексей Мещеряков.
- Бас — Дмитрий Кунин.
- Гитары — Вадим Сергеев.
- Клавишные — Николай Ростовский.
- Голос — Александр Васильев.
- Струнные — Гуля Наумова.
- Инженеры записи — Тимур Галбацов, Иннокентий Агафонов, Евгений Барышников, Андрей Кулешов.
- Астролог — Роман Парыгин.
- Звукорежиссёр — Андрей Алякринский.
- Менеджеры — Александр Морозов, Дмитрий Демидкин.